# Herb diecezji elbląskiej
Herb diecezji elbląskiej – symbol heraldyczny diecezji elbląskiej, ustanowiony dekretem biskupa elbląskiego Jacka Jezierskiego z dnia 14 października 2015.
W tle tarczy herbowej znajdują się: mitra biskupia, w którą wpisana jest róża świętego Wojciecha (tzw. Różyc), pastorał i krzyż. Na tarczy herbowej znajduje się godło herbowe: w górnej prawej części znajduje się baranek, jeden z symboli Chrystusa, herb diecezji/archidiecezji warmińskiej; w górnej lewej części znajduje się orzeł, symbol świętego Jana Ewangelisty, herb diecezji pomezańskiej; poniżej, w centrum tarczy herbowej, znajdują się krzyże rycerskie z herbu Elbląga.
W herbie występują symbole przywołujące na pamięć diecezje (pomezańska, warmińska, chełmińska, gdańska), z których części powstała diecezja elbląska.
Obecny herb diecezji elbląskiej obowiązuje od dnia 15 października 2015

## Poprzedni herb diecezji elbląskiej

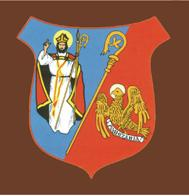
Herb diecezji elbląskiej obowiązujący do 14 października 2015

Poprzedni herb diecezji był używany od 1992 roku z polecenia biskupa Andrzeja Śliwińskiego. Herb obowiązywał do 14 października 2015.
Przedstawia pole tarczy dzielone w lewo skos złotym pastorałem, w polu prawym, błękitnym postać świętego Wojciecha w srebrnej szacie i czerwonej kapie, z prawą dłonią uniesioną w geście błogosławieństwa, w lewej dzierżącego pastorał i włócznię – symbol męczeństwa. W polu lewym czerwonym widnieje złoty orzeł, symbol świętego Jana Ewangelisty, trzymający w szponach srebrną wstęgę z napisem POMEZANIA.
Wizerunek pastorału i orła, symbolu patrona konkatedry elbląskiej w Kwidzynie, pochodzi z chorągwi biskupstwa pomezańskiego, zdobytej pod Grunwaldem w 1410 roku.